# بخش بلوم (شهرستان فیرفیلد، اوهایو)
بخش بلوم (به انگلیسی: Bloom Township) یک منطقهٔ مسکونی در ایالات متحده آمریکا است که در شهرستان فیرفیلد، اوهایو واقع شده‌است.
 بخش بلوم ۹۶٫۴ کیلومتر مربع مساحت و ۸٬۴۶۶ نفر جمعیت دارد و ۳۳۴ متر بالاتر از سطح دریا واقع شده‌است.